# Aftonklänning
Aftonklänning (engelska evening dress, evening gown) är en mer elegant typ av klänning, ofta axelbandslös eller med urringning. Till aftonklänningen bärs till exempel jacka, cape eller sjal samt aftonhandskar, ibland kallade operahandskar, och smycken.
Om klädseln är delad, kallas underdelen aftonkjol (engelska evening skirt). Till aftonkjolen bäres till exempel top eller linne.

I boken Så går det till, i umgänge och sällskapsliv står följande om aftonklänning: 
"Aftonklänning är en mörk eller ljus lång, numera ofta kort, klänning, urringad och ärmlös. Ofta hör en jacka till klänningen. Medaljer och ordnar bäras."
"Aftondräkt är i första hand smoking och aftonklänning. Men i andra hand kan likväl begagnas lunchcoat med svarta byxor utan revärer och mellanklänning. Frack och galaklänning godtages såsom aftondräkt. Då å vissa offentliga lokaler föreskrivits aftondräkt för besökande, tillåtas i allmänhet även blå kavajkostym med vit skjorta och krage samt promenadklänning." 

## Galleri

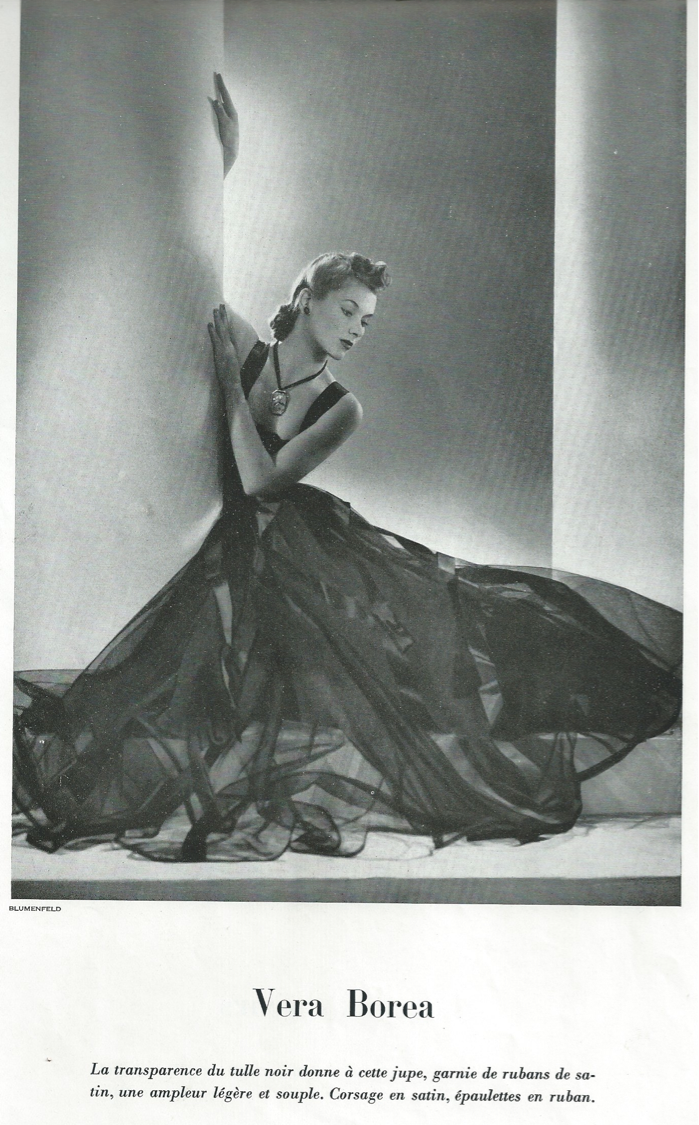
En klassisk modebild av Erwin Blumenfeld på en Aftonklänning från modehuset Vera Borea 1939.
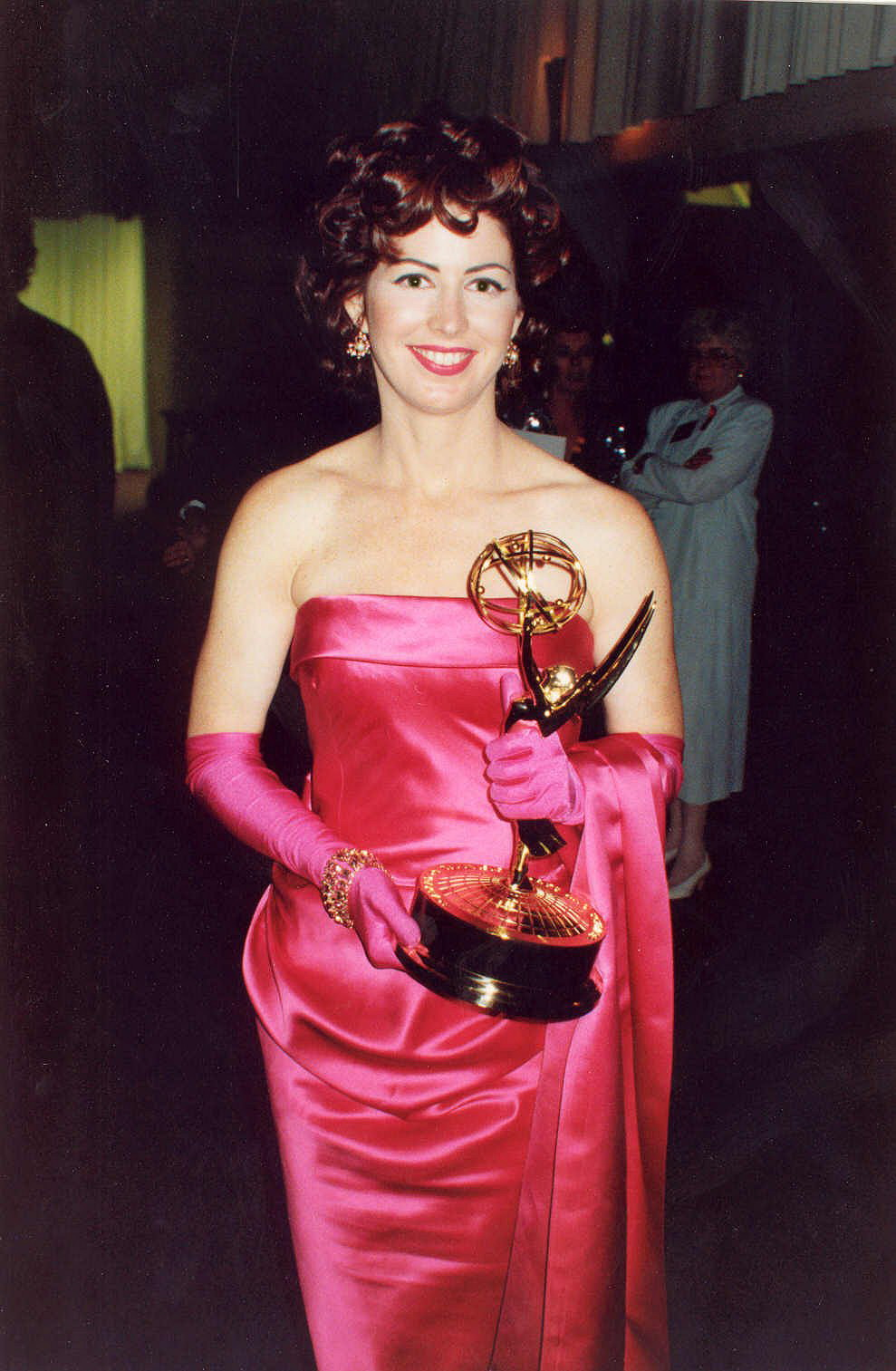
Skådespelerskan Dana Delany iförd aftonklänning.
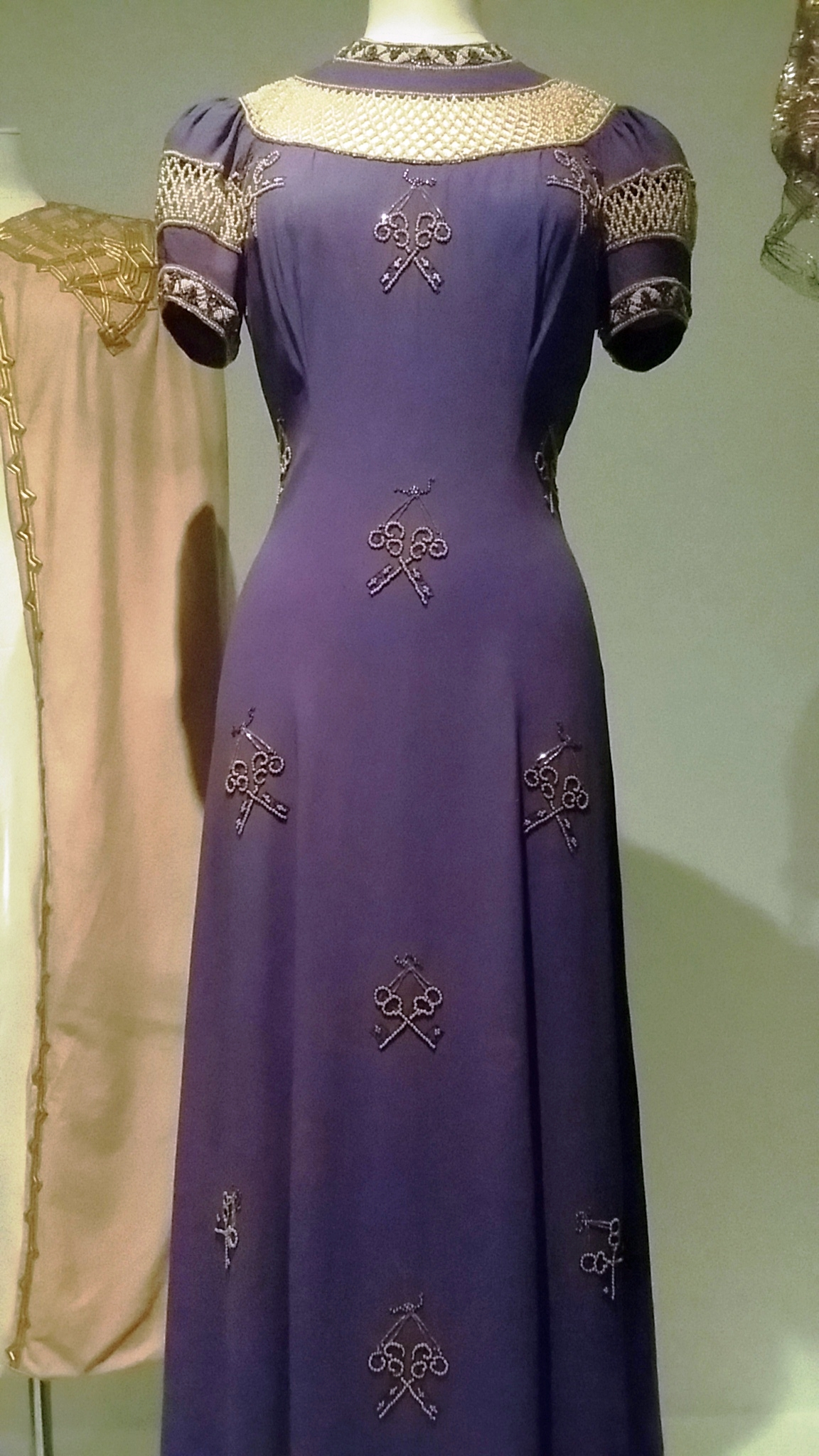
Aftonklänning designad av Elsa Schiaparelli 1939.
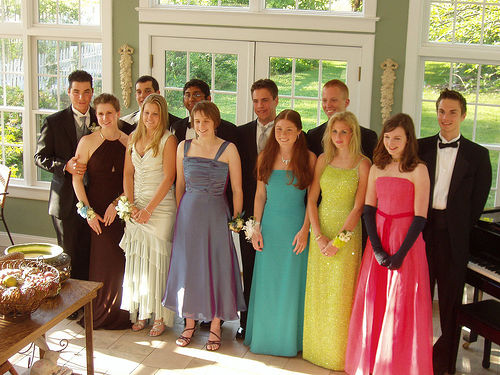
Exempel på aftonklänningar.
Prinsessan Ingeborgs aftonklänning.
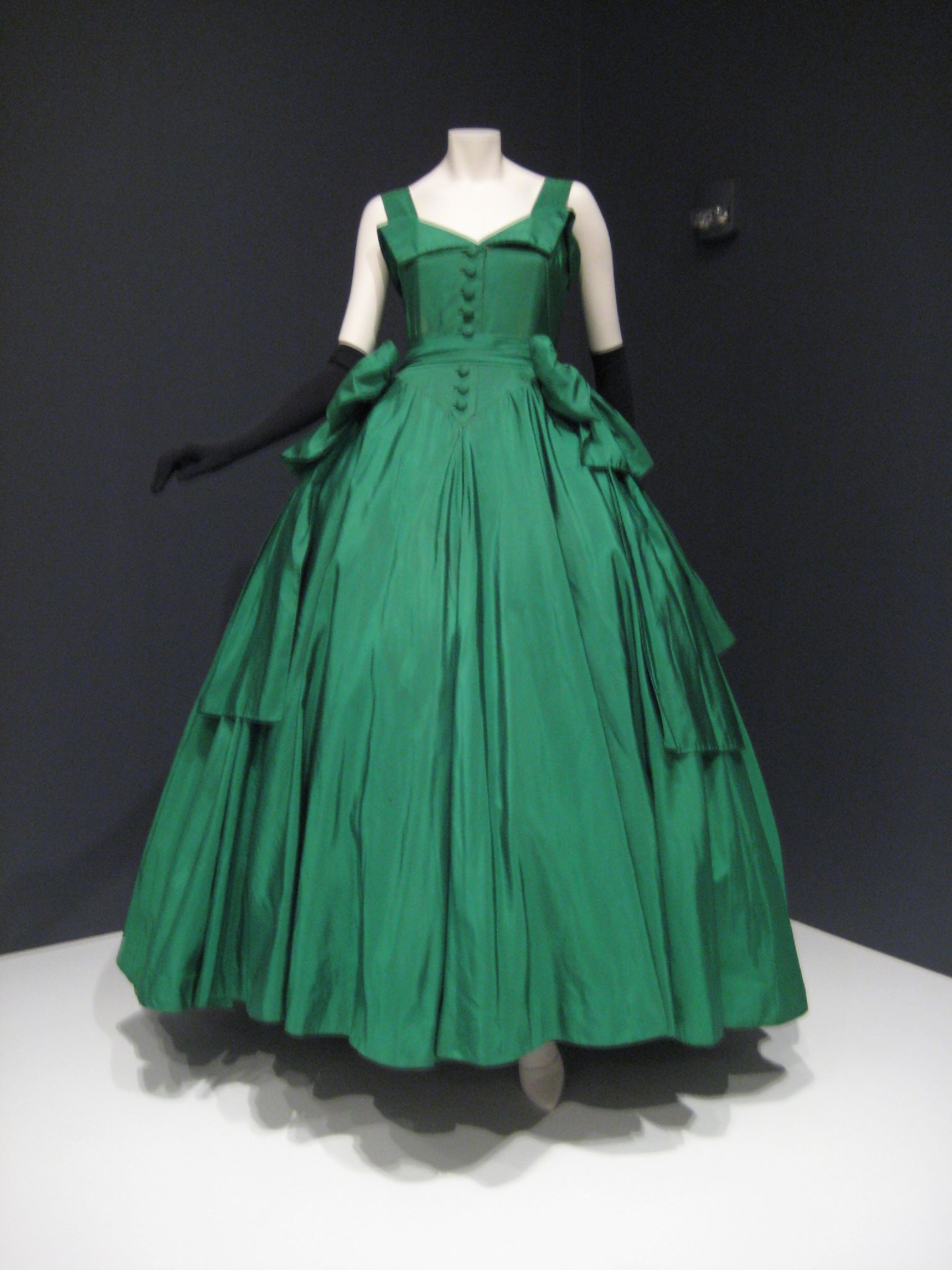
Aftonklänning från 1954 av Christian Dior.
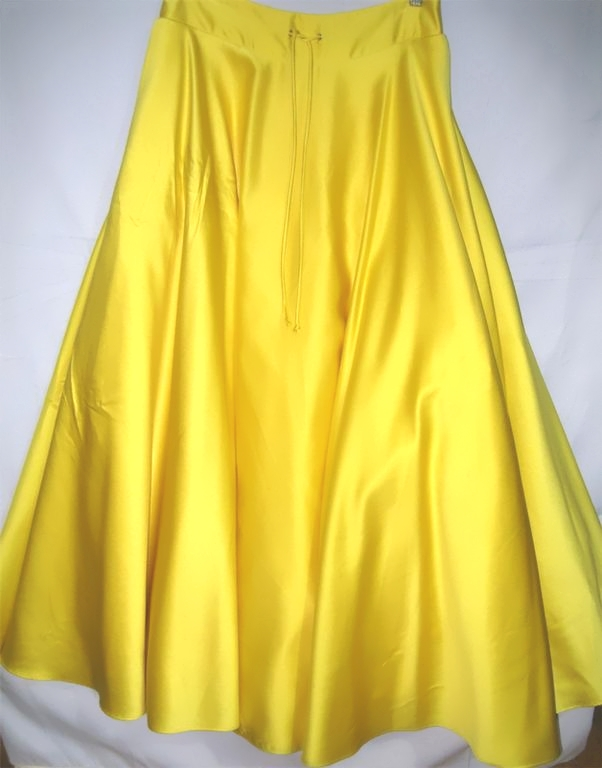
Aftonkjol.
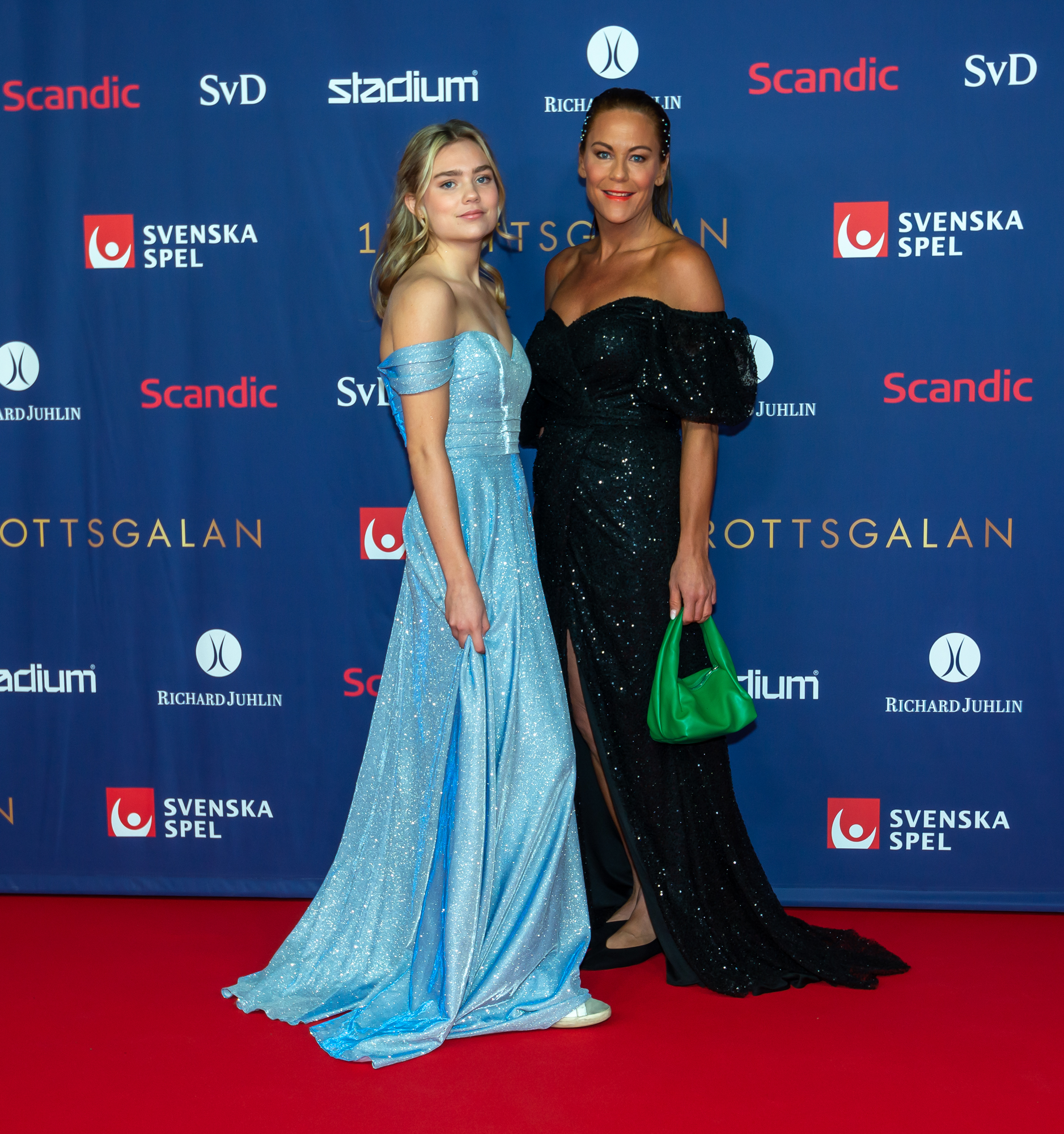
Aftonklänningar på gala.